# Пиваре (Стара Градишка)
Пиваре су насељено мјесто у Западној Славонији. Припадају општини Стара Градишка, у Бродско-посавској жупанији, Република Хрватска.

## Географија
Налазе се око 6 км сјеверно од Старе Градишке.

## Историја
Пиваре се од распада Југославије до маја 1995. године налазила у Републици Српској Крајини. До територијалне реорганизације насеље се налазило у саставу бивше општине Нова Градишка.

## Становништво
Према попису становништва из 2011. године, насеље Пиваре је имало 17 становника.
| Демографија | Демографија | Демографија |
| Година      | Становника  | Становника  |
| ----------- | ----------- | ----------- |
| 1961.       | 143         |             |
| 1971.       | 117         |             |
| 1981.       | 65          |             |
| 1991.       | 46          |             |
| 2001.       | 23          |             |
| 2011.       |             | 17          |